# Rio Preto da Eva (gemeente)
Rio Preto da Eva is een gemeente in de Braziliaanse deelstaat Amazonas. De gemeente telt 26.847 inwoners (schatting 2009).